# Ambloplites cavifrons
Ambloplites cavifrons es una especie de pez del género Ambloplites, familia Centrarchidae. Fue descrita científicamente por Cope en 1868.
Se distribuye por América del Norte: drenajes de los ríos Chowan, Roanoke, Tar y Neuse en Virginia y Carolina del Norte, EE. UU. La longitud total (TL) es de 36 centímetros con un peso máximo de 620 gramos. Habita en pequeños ríos.
Está clasificada como una especie marina inofensiva para el ser humano.